# Мария Стюарт (пьеса)

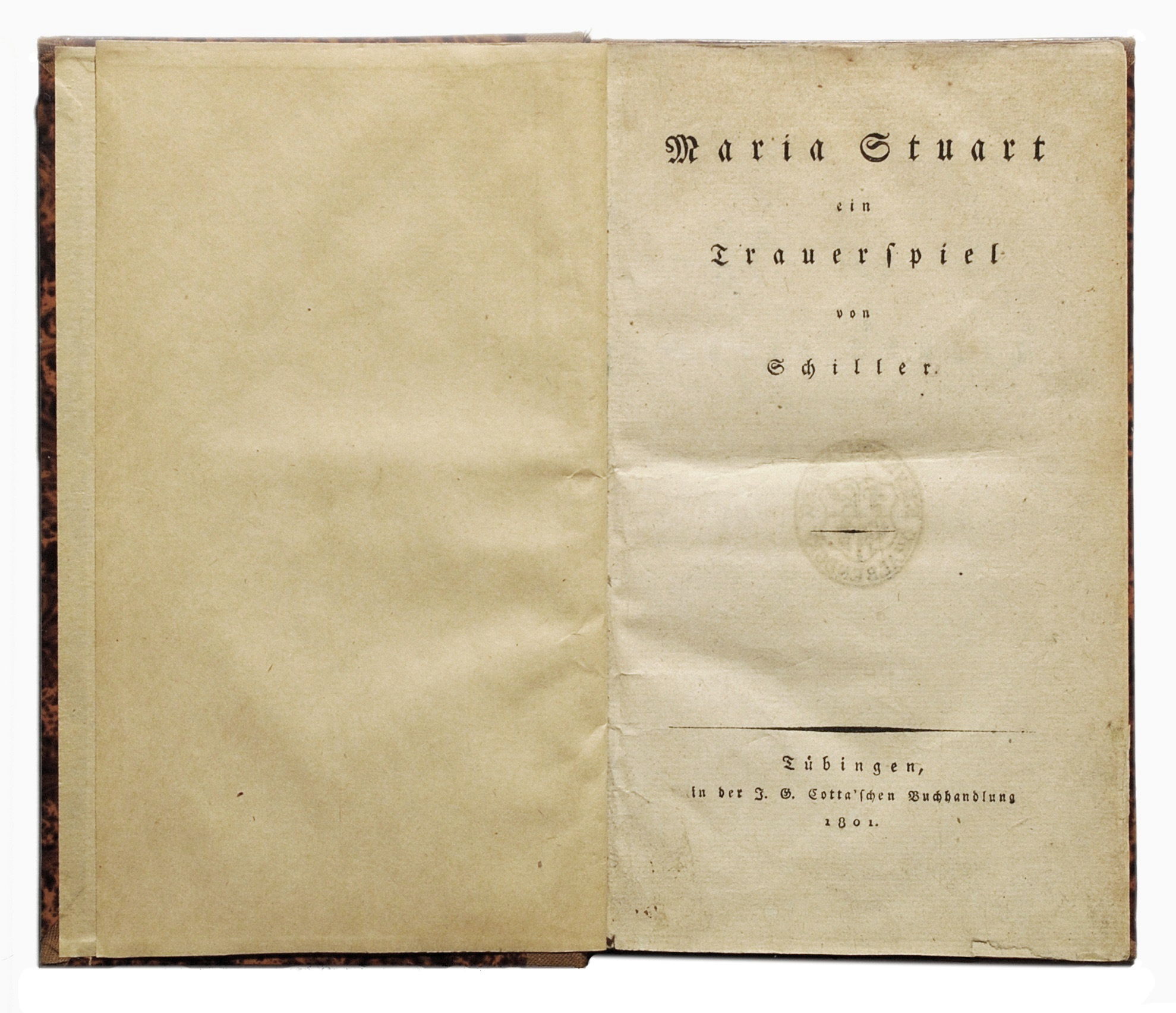
Издание 1801 года

«Мари́я Стюа́рт» — трагедия в пяти действиях в стихах Ф. Шиллера.

## Действующие лица
- Елизавета, королева английская.
- Мария Стюарт, королева шотландская, английская пленница.
- Роберт Дадли, граф Лестер.
- Джордж Тальбот, граф Шрусбери.
- Уильям Сесиль, барон Берли, государственный казначей.
- Граф Кент.
- Вильям Девисон, государственный секретарь.
- Амиас Паулет, главный смотритель Марии.
- Мортимер, его племянник (не историческая личность).
- Граф Обепин, французский посланник.
- Граф Бельевр, чрезвычайный посол Франции.
- Окелли, друг Мортимера.
- Дреджен Друри, помощник Паулета, второй сторож Марии.
- Мельвиль, её домоправитель.
- Бергойн, её врач.
- Анна Кеннеди, её кормилица.
- Маргарита Керл, её камеристка.
- Шериф графства.
- Офицер гвардии.
- Французские и английские вельможи.
- Гвардейцы.
- Придворные слуги английской королевы.
- Слуги и служительницы шотландской королевы.

## Краткое содержание
В 1568 году шотландскую королеву Марию Стюарт из-за подозрения в причастности к убийству своего супруга изгоняют из страны, и она бежит в Англию. Она надеется найти себе защиту у английской королевы Елизаветы. Та однако должна беспокоиться о собственной короне, поскольку Мария Стюарт сама претендует на неё. Поэтому королева Елизавета велит арестовать её и заключить под стражу в замке. Действие пьесы происходит спустя 19 лет, за три дня до казни Марии Стюарт.
Со стороны многих молодых людей, ослеплённых красотой Марии Стюарт, предпринимаются многочисленные попытки освободить шотландскую королеву из неволи. Также юный Мортимер хотел бы спасти узницу. Он только для видимости принимает приказ Елизаветы об убийстве Марии Стюарт. Он посвящает в свой план графа Лестер, который сам любит Марию Стюарт и одновременно является также любовником Елизаветы. Оказавшись перед данной дилеммой, граф Лестер берётся за организацию встречи двух королев, во время которой, как он надеется, Мария Стюарт должна разжалобить сердце своей соперницы.
Когда королевы в действительности встречаются, Елизавета пытается ещё сильнее унизить Марию Стюарт, взывающую к ней с мольбами. Она упрекает её в притворстве и обвиняет в том, что она отправила на тот свет всех своих мужей. Гордая Мария Стюарт в свою очередь также обличает Елизавету в ханжестве: Несмотря на своё подчёркнутое добродетельное поведение (в качестве «целомудренной королевы») Елизавета не может завуалировать своё несколько более низкое происхождение. В итоге попытка примирения со стороны графа Лестер отдалила и сделала соперниц ещё более непримиримыми.
После того, как проваливается попытка покушения на жизнь Елизаветы, Мортимер закалывает себя, поскольку не может спасти Марию Стюарт. Чтобы сохранить свои права на трон, английская королева хочет убить Марию Стюарт.
Но поскольку Елизавета не желает брать на себя вину за смерть Марии Стюарт и не хочет идти на риск потери своей хорошей репутации, она хотя и подписывает приговор, но передаёт принятие решения о приведении его в исполнение в руки другого. Мария Стюарт всё же оказывается обезглавленной. Елизавета теряет всех своих советников.

## Содержание

### Действие первое
Замок в Фотерингее (темница Марии Стюарт)
Явление первое
Паулет проникает в комнату узницы Марии Стюарт, чтобы конфисковать её ценности и письма, поскольку в них, по его мнению, имеются сведения, которые уличают в существовании заговора против власти исповедующей протестантскую веру королевы Елизаветы. В ответ на протест кормилицы Анны Кеннеди против такого позорного обхождения Паулет подчёркивает опасность шотландской королевы, которая даже из заточения способна «швырнуть факел гражданской войны в жизнь монархии» и потому должна нести ответственность за свои грехи.
Явление второе
Появляется Мария Стюарт и просит Паулета передать Елизавете послание с просьбой о личной встрече, поскольку она может открыться только той, кто равна ей по «полу и званию». Кроме того, она нуждается в церковной поддержке и хотела бы составить завещание, поскольку после того, как её допросили месяц назад, она ожидает теперь быстрого вынесения приговора или даже казни.
Явление третье
Появляется племянник Паулета Мортимер и непонятным образом оставляет без внимания прелестную Марию Стюарт. Обращаясь к ней, Паулет делает замечание: «Леди, на него не действуют ваши чары!»
Явление четвёртое
В разговоре со своей кормилицей Анной Кеннеди Мария Стюарт признаётся, что сегодня годовщина убийства её мужа, к которому она причастна. В качестве оправдания Анна приводит аргумент, что королевский супруг Дарнли только благодаря Марии Стюарт стал королём, но затем вёл себя неподобающим образом. По мнению Анны, Мария Стюарт участвовала в убийстве мужа из безрассудства, поскольку её обольстил Ботвелл, которого затем она велела оправдать перед парламентом и за которого вышла замуж. Но обвинения в адрес Англии она высказывает не из-за этого, а только из властно-политических соображений.
Явление пятое
Появляется Мортимер, который посылает кормилицу Анну следить за дверью на входе.
Явление шестое
Мортимер признаётся Марии Стюарт, что во время своих путешествий он стал страстным католиком. Дядя Марии Стюарт, являвшийся епископом во Франции, возвратил его в лоно католической церкви. Там же Мортимер увидел портрет Марии Стюарт, узнал, в какой нужде она живёт, и стал убеждённым приверженцем законности притязаний Марии Стюарт на английский трон, мнение о чём у него сложилось самостоятельно. Мортимер также сообщает, что Мария Стюарт признана виновной и что Елизавета только для того откладывает казнь, чтобы сделать вид, что её принуждает к этому шагу парламент. Мария не может поверить, что Елизавета так могла запятнать королевскую власть, но Мортимер убеждает её в необходимости побега. При этом Мария Стюарт обращает его внимание на графа Лестер, чему Мортимер сильно удивляется, поскольку тот в его глазах выступает как «самый злой преследователь» Марии Стюарт. Она вручает ему свой портрет с просьбой передать его графу Лестер.
Явление седьмое
Появляется барон Берли, чтобы огласить судебный приговор. Мария Стюарт не признаёт суда, поскольку именитые судьи вследствие своего поведения при короле Генрихе VIII были скомпрометированы. Помимо этого они при последних четырёх правителях четырежды меняли веру. К тому же англичане и шотландцы так долго конфликтовали, что у них не оказывается прав выступать в качестве судей по отношению друг к другу до тех пор, пока они не будут объединёны под одной короной, а именно под началом Марии Стюарт.
Она была приговорена к смерти на основании закона, который создали только для неё, а обвинение в заговоре осталось недоказанным. Кроме того, были допущены ошибки в судопроизводстве, с чем соглашается Паулет. В конце концов становится ясным, за приговором Марии стоит властная воля Елизаветы, а никак не закон.
Явление восьмое
Барон Берли подчёркивает справедливость приговора, но также хорошо понимает, что весь мир будет видеть в нём самовластное решение Елизаветы, поскольку «справедливый меч правосудия в руках мужчины обращается в орудие ненависти в руках женщины. Мир не верит в беспристрастность женщины-судьи, когда жертвой является женщина».
Барон Берли намекает, что публичная казнь Марии Стюарт была бы слишком суровым действием и для Елизаветы было бы лучше, если Мария Стюарт при участии Паулета была бы тайком отравлена. Однако Паулет ясно даёт понять, что не потерпит проникновения убийц в комнату к Марии Стюарт, не говоря о том, чтобы убийцей стал он сам.

### Действие второе
Дворец в Вестминстере
Явление первое
Два лорда беседуют о планах вступления в брак королевы Елизаветы с наследником французского престола. Выражение «непорочная крепость красоты» используется здесь в качестве метафоры для Елизаветы, которая прежде отрицательно относилась ко всем свадебным планам.
Явление второе
Посланники из Франции хотят услышать со стороны королевы согласие на брак, однако Елизавета всё ещё в ожидании и жалуется на то, что народ принуждает её к замужеству, но она не испытывает никакого интереса к тому, чтобы оказаться в положении подчинения мужчине и отказаться от собственной свободы.
Когда она всё же даёт с собой французским посланникам кольцо, они просят о помиловании для Марии Стюарт, но Елизавета отклоняет это прошение.
Явление третье
Елизавета велит позвать своих советников. Государственный казначей барон Берли хочет убедить королеву отдать приказ о казни Марии Стюарт, поскольку она представляет собой угрозу для трона и свободы Англии. Для него важен только государственный интерес. Граф Шрусбери советует королеве проявить милосердие, поскольку смертный приговор в отношении женщины является несоразмерным и принятое судом решение является случайным приговором. Английское правосудие не властно над Марией Стюарт, и Елизавете не нужно соглашаться с требованием народа о её казни. Мария Стюарт является виновной, но объяснение её вины кроется в текущей ситуации (гражданская война в Шотландии) и в её воспитании (во Франции), тогда как Елизавета росла в нужде. Граф Лестер предупреждает об опасности превращения Марии Стюарт, от которой не исходит никакой угрозы, в мученицу. Гораздо правильнее будет привести приговор в исполнение в случае, если от неё будет исходить новый заговор. Елизавета выслушивает аргументы своих советников, но не приходит к какому-то одному выводу.
Явление четвёртое
Появляется Мортимер, докладывающий королеве о своём путешествии, его роль приобретает всё более двойственный характер. Паулет передаёт Елизавете просьбу Марии Стюарт об аудиенции. Очевидно, что Елизавета тронута письмом, у неё выступают слёзы. Барон Берли стремится отговорить королеву от встречи, но граф Лестер и прежде всего граф Шрусбери, который очень радуется такому развитию событий, пытаются убедить королеву в её необходимости. Видно, что барон Берли преследует собственные цели.
Явление пятое
В разговоре с Мортимером наедине Елизавета ещё раз описывает стоящую перед ней дилемму: в результате смерти Марии Стюарт хотя и приобрести более сильную уверенность, но одновременно предстать перед миром в плохом свете.
Очень опосредованно и осторожно она обращается к Мортимеру с просьбой об убийстве.
Явление шестое
В монологе становится очевидным действительное намерение Мортимера. Он хотел бы спасти Марию Стюарт и принял поручение убить её только для того, чтобы выиграть время. На самом деле он ненавидит Елизавету и вместо этого любит Марию Стюарт.
Явление седьмое
Паулет напрямую говорит Мортимеру о разговоре с королевой и откровенно признаётся ему, что она хотела уговорить его пойти на убийство. Но он уверен, что впоследствии она обвинит в этом его самого. Затем появляется граф Лестер, желающий переговорить с Мортимером.
Явление восьмое
Граф Лестер раскрывает перед Мортимером свои симпатии к Марии Стюарт. Он рассказывает ему, что собственно говоря он должен был жениться на ней, однако затем оставил её, поскольку у него появились надежды на брак с Елизаветой, вследствие чего Мария Стюарт вышла замуж за Дарнли. Теперь он злится от предполагаемого брака Елизаветы с наследником французского престола, что толкает его обратно в объятья Марии, которую он как будто любит; но одновременно становится ясно, что в случае освобождения она пообещала ему вступить с ним в брак.
Но когда Мортимер делится с ним своими планами об освобождении Марии Стюарт, граф Лестер резко идёт на попятную, поскольку он скорее имеет в виду дипломатическое освобождение. Мортимер хочет с помощью своих знатных друзей уговорить его перейти к решительным действиям с применением силы, он даже думает о похищении Марии Стюарт.
Явление девятое
Перед лицом Елизаветы граф Лестер сокрушается из-за её намечаемого брака с французским наследником. Королева объясняет, что за этим стоит государственный интерес, но также ей хочется узнать, действительно ли так красива Мария Стюарт. Граф Лестер пытается склонить её к тому, чтобы самому убедиться в этом, так как полагает, что в этом случае приговор не может быть приведён в исполнение (Барон Берли: «Приговор не может быть исполнен, когда королева приблизится к ней, ибо за королевской близостью следует милость»). Елизавета даёт согласие на встречу, чтобы сделать приятное графу Лестеру, которого она из-за предполагаемого брака с французом вынуждена разочаровать. Во время охоты она как будто случайно встретится с Марией Стюарт в парке рядом с её темницей.

### Действие третье
Парк недалеко от темницы Марии Стюарт
Явления первое и второе
Неожиданно Мария Стюарт получает разрешение на прогулку (чтобы можно было устроить встречу). Она радуется нечаянной свободе в парке и наслаждается природой. После получения от Паулет известия о том, что сейчас состоится встреча с Елизаветой, Мария Стюарт бледнеет.
Явление третье
Граф Шрусбери, стремясь действовать на опережение, призывает Марию Стюарт проявить на встрече свою покорность, однако узница забывает обо всех добрых намерениях и наполняется ненавистью.
Явление четвёртое
В начале встречи Мария Стюарт во всём уступает агрессивно настроенной Елизавете и пытается смягчить её настроение, однако когда Елизавета начинает говорить о грехах молодости Марии Стюарт, та не может больше сдерживать себя и бросает упрёк Елизавете в незаконности её королевской власти. Хотя в начале разговора Мария Стюарт стоит на более низкой позиции, чем Елизавета, ей в дальнейшем удаётся найти нужные аргументы и утвердить свой приоритет. Через разоблачение аморальных и жестоких качеств Елизаветы Мария Стюарт наносит ей поражение. Как раз к концу беседы наряду с этими спорными пунктами также звучат фразы, которые фактически уязвляют королеву. Тем самым судьба Марии Стюарт окончательно решена.
Явление пятое
В присутствии кормилицы Анны Мария даёт понять, что она одержала победу над Елизаветой и тем самым унизила соперницу в глазах графа Лестера.
Явление шестое
Мортимер, который подслушал разговор двух королев, признаётся в любви к Марии Стюарт и сообщает ей о своём плане освобождения, составной частью которого является убийство его дяди. Мария Стюарт приходит в ужас и не хочет ничего об этом знать. Тем временем в сад проникают вооружённые люди.
Явление седьмое
Паулет приносит Мортимеру известие об убийстве Елизаветы.
Явление восьмое
В то время, как Мортимер ещё погружён в свои мысли и не может поверить в то, что только что услышал, врывается один из заговорщиков по имени Окелли и сообщает ему, что один из их соратников попытался убить Елизавету, но ему это не удалось. Но Мортимер не хочет спасаться бегством.

### Действие четвёртое
Приёмная
Явления первое и второе
Французский посланник Обепин появляется при дворе в Вестминстере, чтобы справиться о самочувствии Елизаветы. Там он узнаёт, что покушавшимся был «француз», «папист». Барон Берли готовит приказ о казни Марии Стюарт, объявляет о разрыве дипломатических отношений с Францией и о высылке Обепина из Англии.
Явление третье
Барон Берли и граф Лестер обмениваются колкостями друг с другом. Граф Лестер упрекает собеседника, что профранцузская политика барона Берли потерпела крах, тогда как барон Берли адресует графу Лестер упрёк в том, что тот вёл двойную игру с Елизаветой.
Явление четвёртое
Оставшийся один граф Лестер признаёт, что барон Берли разгадал его игру. Мортимер приносит ему весть о том, что перехваченное письмо от Марии Стюарт к нему обнаружено и теперь находится в руках барона Берли. Мортимер хочет убедить графа Лестер предпринять последнюю попытку спасти Марию Стюарт, однако граф Лестер стремится спасти самого себя и выдаёт Мортимера страже. Мортимер не предаёт графа Лестера, но уходит от ареста, кончая жизнь самоубийством.
Комната королевы
Явление пятое
Барон Берли показывает Елизавете, которая всё ещё не успокоилась после унижения, испытанного от Марии Стюарт, письмо узницы в адрес графа Лестер. Королева отдаёт приказ о смерти Марии Стюарт и хочет приказать бросить графа Лестер в Тауэр, но узнав, что тот направляется к ней, становится неуверенной и думает о том, не сможет ли тот всё же оправдаться перед ней.
Явление шестое
Граф Лестер появляется без разрешения. Он отвергает все упрёки в свой адрес и представляет себя в качестве подлинного спасителя Елизаветы. В глазах королевы граф Лестер может оправдаться только благодаря объяснению, что он пошёл на установление контакта с Марией Стюарт с единственной целью раскрыть её планы, что в конечном итоге привело к разоблачению плана, направленного на её освобождение. Теперь он сам высказывается за казнь Марии Стюарт и получает от все ещё остающейся недоверчивой Елизаветы указание о приведении смертного приговора в исполнение.
Явления с седьмого по девятое
Народ настаивает на смертном приговоре, Елизавета продолжает беспокоиться о своей репутации и чувствует себя неспособной принять тяжёлое решение. Также граф Шрусбери пытается её отговорить, ибо «чья же голова не будет поставлена под сомнение, если эта святая голова упадёт!» Барон Берли настаивает на суровом приговоре.
Явление десятое
В монологе Елизаветы раскрываются вся полнота её разочарования и жалость к самой себе. Она пытается оправдать себя, например, тем, что является рабом народа, что должна ставить перед собой вопросы легитимности (у неё много политических противников в Европе, Папа отлучил её от церкви и т. д.). Она называет Марию Стюарт виновной во всех своих бедах. В момент, когда Елизавета вспоминает об убийственном разговоре и своей ненависти к Марии Стюарт, она в приступе бешенства подписывает смертельный приговор. И всё же испытывает страх за содеянное.
Явление одиннадцатое
Она передаёт своему государственному секретарю Девисону приговор и пытается взвалить ответственность за принятое решение на него, чему он сильно противится. В конце разговора смысл сказанного становится непонятным.
Явление двенадцатое
Девисон продолжает колебаться, но барон Берли вырывает документ у него из рук и быстро удаляется.

### Действие пятое
Темница
Явление первое

## Постановки
- Премьера состоялась 14 июня 1800 года в Веймарском придворном театре (Елизавета — К. Ягеман, Мария — Фос).
- 1801 — Берлинский королевский театр (Елизавета — Унцельман, Мария — Флекк, Унцельман, Шрузбери — А. В. Иффланд; 1884, 1888); Гамбургский, Лейпцигский и Дессауский театры.
- 1803 — Мюнхенский театр (затем в 1854).
- 1804 — Данцигский и Мангеймский театры.
- 1814 — «Бургтеатр» (Вена; 1814; 1819, Елизавета — С. Шредер; 1841, 1862, 1881; Мария — Ш. Вольтер).
- 1819 — «Ковент-Гарден» (Лондон).
- 1820 — «Комеди Франсез» (Париж) (Елизавета — Парадоль, Мария — Дюшенуа, Мортимер — Мишелот, Лейстер — Тальма)
- 1821 — «Театр ан дер Вин» (Вена).
- 1828 — Миланский театр.
- 1830 — Труппа Г. Модены (Венеция)
- 1838 — «Йозефштадтеатр» (Вена; Париж, 1840, Мария — А. Ристори).
- 1880 — «Корт-тиэтр» (Лондон; Мария — Х. Моджеевская).
- 1884 — Мейнингенский театр.
- 1902 — Труппа Шульца с участием С. Огнянова (София).
- 1903 — Софийский Народный театр (1934, реж. Н. О. Массалитинов; 1940).
- 1934 — Варна, Болгария.
- 1922 — Труппа Мс-лато (?), Италия.
- 1956 — «Бургтеатр» (Вена).
- 1941 — Театр «Монпарнас» (Париж).
- 1948 — «Штатсшаушпиль» (Дрезден).
- 1949 — Веймарский Национальный театр (затем в 1955).
- 1950 — Альтенбургский театр, Горлицкий театр Г. Гауптмана, Франкфуртский-на-Одере театр.
- 1954 — Deutsches Theater (Берлин); «Шаушпильхауз» (Лейпциг).
- 1951 — Театр «Национале» (Рим).
- 1952 — Магдебургский театр им. М. Горького.
- 1955 — Бранденбургский, Потсдамский, Тулузский театры.
- 1956 — «Вьё коломбье» (Париж).
- 1959 — «Олд Вик» (Лондон).
- 2000 — «Драматен». Реж. И. Бергман.
- 2005 — Вест Энд (Лондон); Мария — Джанет Мактир, Елизавета — Гарриет Уолтер. (В 2009 году на Бродвее; реж. Филида Лойд).
- 2006 — «Шаубюне ам Ленинерплатц». Реж. Л. Персеваль.

## В России и СССР
- 1825 — Московская казённая сцена (Мария — М. Д. Львова-Синецкая, Елизавета — Анна Борисова).
- 1829 — Большой театр (Петербург; Мария — А. Каратыгина-Колосова, Лейстер — В. Каратыгин). В 1835 Каратыгины гастролировали с этим спектаклем в Москве (Мортимер — Мочалов).
- 1886 — Малый театр. Бенефис М. Н. Ермоловой (Елизавета — Федотова, Мария — Ермолова, Лейстер — Ленский, Мортимер — Южин).
- 1910 — Малый театр (Елизавета — А. А. Яблочкина, Мария — В. Н. Пашенная, Мортимер — А. А. Остужев).
- 1889 — Театр Горевой, Москва.
- 1898 — Казанский, Саратовский театры.
- 1901 — Театр Литературно-художественного общества.
- 1910 — Харьковский театр под рук. Н. Н. Синельникова; Таганрогский театр.
- 1914 — Театр Соловцова (Киев).
- 1918 — Петроградский Малый театр.
- 1922 — Малый театр (основные исполнители — постановки 1910 года).
- 1935 — Смоленский театр.
- 1936 — Русские театры в Махачкале и Орджоникидзе.
- 1938 — Ленинградский Новый театр (реж. Бромлей; Мария — Вера Будрейко).
- 1939 — Томский театр (1958).
- 1940 — Каунасский театр (реж. Б. Даугуветис).
- 1940 — Театр им. Ленсовета.
- 1941 — Театр Революции (Москва; реж. Майоров, худ. Вильямc; Елизавета — Ю. С. Глизер).
- 1952 — Архангельский театр.
- 1954 — Калининградский театр.
- 1955 — Театр им. К. А. Марджанишвили (реж. Кушиташвили; Елизавета — Такайшвили, Мария — В. И. Анджапаридзе).
- 1956 — Художественный театр Латвийской ССР (реж. Смильгис, Эртнере; Елизавета — Абеле, Мария — Берзинь).
- 1957 — МХАТ (пер. Б. Л. Пастернака; Елизавета — А. Степанова, Мария — А. Тарасова).
- 1958 — Театр драмы Литовской ССР (Елизавета — Яцкевичюте, Мария — Купстайте, Лейстер — Каваляускас), Северо-Осетинский театр (реж. Бритаева), Оренбургский театр.
- 1959 — Русский драматический театр им. В. Маяковского Тадж. ССР (Сталинабад). Пост. В. Я. Ланге, худ. Л. С. Карнеев (Мария — Г. Савельева, Елизавета — Е. Рогулина, Мортимер — Л. Бочавер, Лестер — Е. Забиякин)
- 1960 — Куйбышевский, Хабаровский театры.
- 1975 — Кишинёвский русский драматический театр имени А. П. Чехова. Пост. Н. И. Бециса, Елизавета — Н. И. Каменева, Мария — Е. Г. Ретнёва.
- 1996 — Театр им. М. Н. Ермоловой. Пост. В. А. Андреев, худ. Т. Сельвинская, композитор — М. Таривердиев.
- 2000 — «Играем… Шиллера!» Театр «Современник», режиссёр Р. Туминас[1].
- 2006 — Большой драматический театр (Петербург), режиссёр Т. Чхеидзе.
- 2006 — Малый театр. Режиссёр В. Н. Иванов, художник В. Левенталь, композитор Э. Артемьев.
- 2019 — Театр «ТОК» (Санкт-Петербург), режиссёр Андрей Богданов
- 2021 — Молодёжный театр Алтая им. В. С. Золотухина, режиссёр Максим Соколов
- 2022 — Московский ТЮЗ, режиссёр Пётр Шерешевский
- 2024 — Саратовский академический театр драмы имени И. А. Слонова, режиссёр Юлина Лайкова, Мария Сиукаева

## Переводы на русский язык
- 1831 — А. А. Шишков.
- Вейнберг, Пётр Исаевич.
- 1937 — В. А. Зоргенфрей
- 1958 — Б. Л. Пастернак.
- Н. Н. Вильмонт